# Il tocco di un angelo
Il tocco di un angelo (Touched by an Angel) è una serie televisiva, creata da John Masius, trasmessa dalla CBS, per nove stagioni per un totale di 212 episodi, dal 21 settembre 1994 al 27 aprile 2003. Negli Stati Uniti, durante la sua messa in onda, fu uno dei telefilm con il maggior successo di pubblico. La sigla del telefilm, "Walk With You", è in stile gospel, ed è cantata da Della Reese, interprete di una delle protagoniste del telefilm.
Da questa serie TV è stato tratto uno spin-off dal titolo Terra Promessa (Promised Land).

## Trama
I protagonisti di questa serie sono angeli inviati da Dio sulla Terra per affiancarsi agli uomini e guidarli nei momenti di disperazione e di smarrimento. I tre angeli principali sono Monica, Tess e Andrew.
Nel telefilm vengono affrontati in maniera diretta avvenimenti drammatici come la morte, il cancro, il suicidio, la perdita dei propri beni e il fallimento ma tutti questi drammi vengono sublimati nel costante trionfo del bene. Il fulcro di questa vittoria consiste nella capacità di intendere la vita in maniera differente da prima, secondo una visione molto più ampia in grado di analizzare con attenzione la realtà circostante.
Essendo un telefilm conosciuto in tutto il mondo, durante le 9 stagioni sono apparsi molti personaggi famosi, come Angela Lansbury, Marcia Cross, Muhammad Ali, Melissa Joan Hart, Céline Dion (che ha pure interpretato il brano, scritto da Diane Warren, Love can move mountains), Emily Osment e Zachary Quinto.

## Episodi
| Stagione         | Episodi | Prima TV originale | Prima TV Italia |
| ---------------- | ------- | ------------------ | --------------- |
| Prima stagione   | 11      | 1994-1995          | 1998            |
| Seconda stagione | 24      | 1995-1996          | 1998-1999       |
| Terza stagione   | 30      | 1996-1997          | 2000            |
| Quarta stagione  | 26      | 1997-1998          | 2000-2001       |
| Quinta stagione  | 26      | 1998-1999          | 2002            |
| Sesta stagione   | 26      | 1999-2000          | 2003            |
| Settima stagione | 25      | 2000-2001          | 2003-2004       |
| Ottava stagione  | 22      | 2001-2002          | 2004-2005       |
| Nona stagione    | 22      | 2002-2003          | 2005            |

## Personaggi
- Monica (Roma Downey), soprannominata "Miss Aureola", è un angelo alle prime armi, dolce e comprensivo, che in ogni episodio impara delle lezioni di vita. Monica ama camminare scalza e ha un debole per la caffeina, infatti beve spesso cappuccini. Inoltre, non ha molto talento nel canto. Ha paura dell'acqua per avere assistito in passato al diluvio universale.
- Tess (la cantante, predicatrice e attrice Della Reese), dal carattere più disincantato, e amante della musica Gospel, è il "capo" di Monica, a cui fa da guida per comprendere la natura umana, e ogni episodio presenta le sue perle di saggezza che aiutano Monica a capire meglio i fatti.
- Andrew (John Dye) è l'angelo della morte, intesa non come un fatto macabro ma come un evento che, seppur luttuoso per chi resta, segna la fine di ogni sofferenza e l'inizio della gioia perpetua al cospetto di Dio.
- Gloria (Valerie Bertinelli), dal 2001, per l'VIII e la IX stagione si aggiunge alla squadra. Gloria è un angelo appena creato da Dio, che all'inizio sembra essere un computer: memorizza tutto, però non riesce a provare sentimenti umani, ma ci penserà Monica a darle qualche suggerimento.

Durante le stagioni, sono apparsi anche altri Angeli:
- Rafael (Alexis Cruz), è un angelo speciale chiamato qualche volta ad aiutare.
- Adam (Charles Rocket), il primo Angelo Della Morte.
- Taylor (Chris Burke), un angelo con la sindrome di Down, chiamato per far capire alle persone che tutti siamo uguali.